# 桥江县
桥江县，中国古县名。
唐朝乾宁中改沅江县置，治所在今湖南省沅江市。属岳州。五代改属朗州。北宋乾德元年（963年）复名沅江县。 